# Shell Service Station (Winston-Salem, Carolina do Norte)
O Shell Service Station em Winston-Salem, Condado de Forsyth, Carolina do Norte, é um antigo posto de gasolina construído em 1930, após a decisão tomada na década de 1920 pelo novo distribuidor local da Shell, a Quality Oil Company, de levar a marca ao mercado de Winston-Salem. O edifício é um exemplo de arquitetura representativa ou inovadora e foi incluído no Registo Nacional de Locais Históricos em 13 de maio de 1976. Ele está localizado no distrito histórico de Waughtown-Belview, na esquina entre os logradouros Sprague St. e Peachtree St..

## Histórico
Esse posto Shell de um andar, no formato de uma concha de vieira gigante, foi construído por R.H. Burton e seu filho, Ralph, em 1930, nas ruas Sprague e Peachtree, em Winston-Salem. Os proprietários da empresa de petróleo decidiram atrair clientes por meio de uma série de postos de serviço em forma de concha. Eles construíram pelo menos oito na área de Winston-Salem, mas o posto em Sprague e Peachtree é o único remanescente. O posto da Shell fala do literalismo predominante em algumas propagandas durante as décadas de 1920 e 1930.

## Preservação
A Preservation North Carolina, uma organização dedicada à preservação de locais históricos, gastou um ano e US$ 50.000 para trazer a estação histórica de volta à sua condição original. Os trabalhadores removeram camadas de tinta amarela desbotada para pintar a concha com cor amarelo-alaranjada original do Shell. A porta da frente original foi consertada e uma rachadura que havia sido selada anteriormente com nada mais do que piche preto foi reparada. O abrigo de madeira com treliças que abrigava o lava-rápido e permitia que os carros fossem lavados e/ou reparados à sombra também foi reconstruído. A Quality Oil Company doou bombas de gasolina restauradas e réplicas de postes de iluminação para ajudar a concluir a restauração. O marco agora serve como um museu para a Preservation North Carolina.